# Стяжкино
Стя́жкино (рос. Стяжкино) — село у складі Нижньоломовського району Пензенської області, Росія.
Населення — 2 особи (2010; 6 у 2002).
Національний склад станом на 2002 рік:
- росіяни — 100 %